# Tinodes amadai
Tinodes amadai är en nattsländeart som beskrevs av Schmid 1959. Tinodes amadai ingår i släktet Tinodes och familjen tunnelnattsländor. Inga underarter finns listade i Catalogue of Life.